# Jean Richer
Pour les articles homonymes, voir Richer et Jean Richer (graveur).
Jean Richer (1630-1696) est un astronome français, élève à l'Académie des sciences puis ingénieur chargé des fortifications.

## Biographie
Né non loin de La Hague vers 1630, et fils d'un père laboureur, il est nommé professeur de mathématiques suppléant au collège royal de Paris en 1662. Il intègre l'académie des sciences dès sa création par Colbert sous Louis XIV.
Il participe, le 21 juin 1667, en compagnie notamment de Auzout et de Picard, au tracé d'une ligne méridienne au futur emplacement de l'Observatoire de Paris.
Envoyé en mission à Cayenne en 1672, il y réalise de très nombreuses observations dont certaines serviront aux connaissances actuelles en astronomie.
A son retour en France, il est nommé ingénieur royal chargé des fortifications sous Vauban.
Il décède à Paris en 1696.

## Découvertes

### Mars et la taille du système solaire
Depuis Cayenne, en septembre 1672, il réalise à l'opposition des mesures de hauteur de Mars en simultané avec Cassini resté à Paris. Ces mesures prises depuis plusieurs points éloignés de la Terre (méthode de la parallaxe) permettront de réaliser la première approximation réaliste de la taille du système solaire, celui-ci se dilate alors d'un facteur 20. En effet, depuis Ptolémée, on croyait que le Soleil se trouvait à 7 millions de km de la Terre. Johannes Kepler avait bien pressenti que cette distance, que l'on appelle de nos jours l'unité astronomique (ua), était au moins trois fois plus grande.

### Forme de la Terre
Toujours en Guyane, Richer observe aussi qu'un pendule bat plus lentement à Cayenne qu'à Paris, confirmant une hypothèse de Huygens sur une diminution de la pesanteur en s'approchant de l'équateur, due à la force centrifuge. Cette première observation est reproduite à plusieurs occasions dans diverses expéditions dans les décennies qui suivirent, conduisant Newton en 1687 et Huygens en 1690 à considérer que la Terre est une sphère aplatie par la force centrifuge. Comme cela contredit les mesures de Cassini, il s'ensuit une polémique que les voyages de Maupertuis en Laponie ainsi que ceux de Bouguer et La Condamine en Équateur permettent de résoudre en 1736.

### Observations naturalistes
En 1679, Jean Richer publie, en annexe à ses calculs d'astronomie effectués en Guyane, quelques remarques sur le sang chaud des marsouins et la sobriété des crocodiles ; il fait à ses dépens l'expérience de la décharge électrique par laquelle l'anguille tremblante paralyse ses proies. Il découvre une variété d'arbre produisant de la "gomme gutte", mais la découverte du caoutchouc ne sera imputé à La Condamine que au siècle suivant.